# Kōnstantinos Sōtīriou
Kōnstantinos Sōtīriou (in greco Κωνσταντινος Σωτηριου?; 21 giugno 1996) è un calciatore cipriota, difensore del Korona Kielce.

## Carriera

### Club
Ha giocato nella prima divisione dei campionati cipriota ed israeliano.

### Nazionale
Ha giocato nelle nazionali giovanili cipriote Under-17 ed Under-21.
Il 24 marzo 2021 ha esordito con la nazionale maggiore giocando l'incontro pareggiato 0-0 contro la Slovacchia, valido per le qualificazioni al campionato mondiale di calcio 2022.

## Statistiche

### Presenze e reti nei club
Statistiche aggiornate al 12 novembre 2021.
| Stagione                  | Squadra                   | Campionato                | Campionato | Campionato | Coppe nazionali | Coppe nazionali | Coppe nazionali | Coppe continentali | Coppe continentali | Coppe continentali | Altre coppe | Altre coppe | Altre coppe | Totale | Totale |
| Stagione                  | Squadra                   | Comp                      | Pres       | Reti       | Comp            | Pres            | Reti            | Comp               | Pres               | Reti               | Comp        | Pres        | Reti        | Pres   | Reti   |
| ------------------------- | ------------------------- | ------------------------- | ---------- | ---------- | --------------- | --------------- | --------------- | ------------------ | ------------------ | ------------------ | ----------- | ----------- | ----------- | ------ | ------ |
| 2013-2014                 | Olympiakos Nicosia        | B                         | 4          | 1          | CC              | 1               | 0               |                    | -                  | -                  |             | -           | -           | 5      | 1      |
| 2014-2015                 | Olympiakos Nicosia        | B                         | 5          | 0          | CC              | 0               | 0               |                    | -                  | -                  |             | -           | -           | 5      | 0      |
| 2015-2016                 | Olympiakos Nicosia        | B                         | 0          | 0          | CC              | 2               | 0               |                    | -                  | -                  |             | -           | -           | 2      | 0      |
| 2016-2017                 | Olympiakos Nicosia        | B                         | 13         | 3          | CC              | 2               | 0               |                    | -                  | -                  |             | -           | -           | 15     | 3      |
| 2017-2018                 | Olympiakos Nicosia        | A                         | 34         | 2          | CC              | 1               | 0               |                    | -                  | -                  |             | -           | -           | 35     | 2      |
| Totale Olympiakos Nicosia | Totale Olympiakos Nicosia | Totale Olympiakos Nicosia | 56         | 6          |                 | 6               | 0               |                    | -                  | -                  |             | -           | -           | 62     | 6      |
| 2018-gen. 2019            | Anorthōsis                | A                         | 0          | 0          | CC              | 0               | 0               | UEL                | 2                  | 0                  |             | -           | -           | 2      | 0      |
| gen.-mag. 2019            | Doxa Katōkopias           | A                         | 11         | 0          | CC              | 1               | 0               |                    | -                  | -                  |             | -           | -           | 12     | 0      |
| 2019-2020                 | Olympiakos Nicosia        | A                         | 13         | 1          | CC              | 2               | 0               |                    | -                  | -                  |             | -           | -           | 15     | 1      |
| 2020-2021                 | Olympiakos Nicosia        | A                         | 23         | 1          | CC              | 5               | 1               |                    | -                  | -                  |             | -           | -           | 28     | 2      |
| Totale Olympiakos Nicosia | Totale Olympiakos Nicosia | Totale Olympiakos Nicosia | 36         | 2          |                 | 7               | 1               |                    | -                  | -                  |             | -           | -           | 43     | 3      |
| 2021-2022                 | AEL Limassol              | A                         | 5          | 0          | CC              | 0               | 0               | UECL               | 1                  | 0                  |             | -           | -           | 6      | 0      |
| Totale carriera           | Totale carriera           | Totale carriera           | 108        | 8          |                 | 14              | 1               |                    | 3                  | 0                  |             | -           | -           | 125    | 9      |

### Cronologia presenze e reti in nazionale
| Cronologia completa delle presenze e delle reti in nazionale ― Cipro | Cronologia completa delle presenze e delle reti in nazionale ― Cipro | Cronologia completa delle presenze e delle reti in nazionale ― Cipro | Cronologia completa delle presenze e delle reti in nazionale ― Cipro | Cronologia completa delle presenze e delle reti in nazionale ― Cipro | Cronologia completa delle presenze e delle reti in nazionale ― Cipro | Cronologia completa delle presenze e delle reti in nazionale ― Cipro | Cronologia completa delle presenze e delle reti in nazionale ― Cipro |
| Data                                                                 | Città                                                                | In casa                                                              | Risultato                                                            | Ospiti                                                               | Competizione                                                         | Reti                                                                 | Note                                                                 |
| -------------------------------------------------------------------- | -------------------------------------------------------------------- | -------------------------------------------------------------------- | -------------------------------------------------------------------- | -------------------------------------------------------------------- | -------------------------------------------------------------------- | -------------------------------------------------------------------- | -------------------------------------------------------------------- |
| 24-3-2021                                                            | Nicosia                                                              | Cipro                                                                | 0 – 0                                                                | Slovacchia                                                           | Qual. Mondiali 2022                                                  | -                                                                    |                                                                      |
| 27-3-2021                                                            | Fiume                                                                | Croazia                                                              | 1 – 0                                                                | Cipro                                                                | Qual. Mondiali 2022                                                  | -                                                                    |                                                                      |
| 30-3-2021                                                            | Strovolos                                                            | Cipro                                                                | 1 – 0                                                                | Slovenia                                                             | Qual. Mondiali 2022                                                  | -                                                                    |                                                                      |
| 4-6-2021                                                             | Budapest                                                             | Ungheria                                                             | 1 – 0                                                                | Cipro                                                                | Amichevole                                                           | -                                                                    | 77’                                                                  |
| 7-6-2021                                                             | Charkiv                                                              | Ucraina                                                              | 4 – 0                                                                | Cipro                                                                | Amichevole                                                           | -                                                                    |                                                                      |
| 1-9-2021                                                             | Ta' Qali                                                             | Malta                                                                | 3 – 0                                                                | Cipro                                                                | Qual. Mondiali 2022                                                  | -                                                                    | 5’, 40’                                                              |
| 7-9-2021                                                             | Bratislava                                                           | Slovacchia                                                           | 2 – 0                                                                | Cipro                                                                | Qual. Mondiali 2022                                                  | -                                                                    | 63’                                                                  |
| 8-10-2021                                                            | Larnaca                                                              | Cipro                                                                | 0 – 3                                                                | Croazia                                                              | Qual. Mondiali 2022                                                  | -                                                                    |                                                                      |
| 11-10-2021                                                           | Larnaca                                                              | Cipro                                                                | 2 – 2                                                                | Malta                                                                | Qual. Mondiali 2022                                                  | -                                                                    |                                                                      |
| 11-11-2021                                                           | San Pietroburgo                                                      | Russia                                                               | 6 – 0                                                                | Cipro                                                                | Qual. Mondiali 2022                                                  | -                                                                    |                                                                      |
| Totale                                                               |                                                                      | Presenze                                                             | 10                                                                   |                                                                      | Reti                                                                 | 0                                                                    |                                                                      |